# Зигбах
Зигбах (нем. Siegbach) — община в Германии, в земле Гессен. Подчиняется административному округу Гиссен. Входит в состав района Лан-Дилль. Население составляет 2767 человек (на 31 декабря 2010 года). Занимает площадь 29,08 км².